# Aýrybaba
Aýrybaba (též Ajribaba, uzbecky Ayribobo togʻ, rusky Айрибаба, 3138 m n. m.) je hora v pohoří Köýtendag v Pamíro-Alaji ve střední Asii. Leží na hranici mezi Uzbekistánem (provincie Surxondaryo) a Turkmenistánem (provincie Lebap). Jedná se o nejvyšší horu Turkmenistánu.
V roce 2004 změnil turkmenský parlament na počest prezidenta Saparmurata Nijazova název hory na Beýik Saparmyrat Türkmenbaşy belentligi (česky Hora velkého Saparmurata Türkmenbašiho).